# Annica Sandström
Annica Sandström, född 1968, är en svensk före detta friidrottare (längdhoppare). Hon tävlade för IFK Lidingö.